# Schiffsbrücke Worms
Die Schiffsbrücke Worms querte den Rhein östlich der Stadt Worms in der zweiten Hälfte des 19. Jahrhunderts. Sie wurde 1900 durch die Ernst-Ludwig-Brücke abgelöst.

## Vorläufer: Fährbetrieb
Der älteste schriftliche Beleg für einen Fährbetrieb bei Worms ist in einer Urkunde aus dem Jahr 858 erhalten, in der Ludwig der Deutsche das entsprechende Recht des Klosters Lorsch bestätigt. In den darauf folgenden Jahrhunderten hatten die Fährrechte verschiedene Institutionen inne, darunter weiter das Kloster Lorsch, aber auch das Hochstift Worms, die Familie von Dalberg, das Heilig-Geist-Hospital in Worms, das Stift St. Martin in Worms und zwei weitere Adelsfamilien. Diese verliehen ihr Recht an Fährleute, die dafür eine Pacht bezahlten und sich über das Fährgeld wieder refinanzierten. Das für die Wirtschaft der Stadt wichtige Fährwesen wurde zunehmend auch als städtische Angelegenheit gesehen, wie die um 1400 erlassene städtische Fährordnung dokumentiert, die neben den Tarifen unter anderem auch die Reihenfolge des Übersetzens und die Betriebszeiten festlegte. Damals waren etwa 15 Fährleute tätig.

## Die Schiffsbrücke

### Planungen
Die ersten Planungen für eine Schiffsbrücke als dauerhafterer Form einer Rheinquerung datieren von 1720/21. Sie wurden von Franz Ludwig von Pfalz-Neuburg, dem Bischof von Worms, angestoßen, der so die Verbindung zu seinen rechtsrheinischen Besitzungen verbessern wollte. Die schon recht konkreten Pläne wurden aus unbekannten Gründen aber nicht umgesetzt.
Ein zweites Projekt war seit 1787 in Planung. Inzwischen war der Bau von Chausseen, insbesondere in der benachbarten Kurpfalz, fortgeschritten, der Verkehr nahm zu. Aber der Erste Koalitionskrieg, ab 1792, verhinderte, dass es umgesetzt wurde. Nachdem das linke Rheinufer dem französischen Staat einverleibt worden war, versuchte der Rat der Stadt Worms 1798 einen Antrag an das Direktorium (die Regierung) in Paris zu lancieren, den Bau einer Schiffsbrücke zu genehmigen. Auch diese Initiative verlief im Sand.
Ein wesentlicher Hinderungsgrund für den Bau einer Schiffsbrücke waren auch die Rechts- und Eigentumsverhältnisse am Fährbetrieb, die erst 1831 geklärt wurden, als der Staat, nun das Großherzogtum Hessen, sie von den letzten Inhabern, der Stadt Worms und dem Hospitalfonds als Rechtsnachfolger des Heilig-Geist-Spitals für 12.800 Gulden kaufte. Der darüber geschlossene Vertrag enthielt die Bestimmung, dass der Staat sich zum Bau einer Schiffsbrücke verpflichte. Aber wieder geschah zunächst nichts.

### Bau
1842 beantragten die beiden Wormser Mitglieder der Landstände des Großherzogtums Hessen, Wilhelm Valckenberg und Friedrich von Dörnberg, erneut den Bau einer Schiffsbrücke. Der Antrag wurde noch im selben Jahr positiv beschieden. Seitdem war der Bau der Brücke prinzipiell unstrittig und es wurden Voruntersuchungen vorgenommen. 1847 stellten die Landstände verschiedene Bedingungen für den Bau: So sollte die Stadt Worms auf eigene Kosten einen Winterhafen bauen, damit die Brücke dort bei Eisgang in Sicherheit gebracht werden konnte. Dem kam die Stadt 1853/54 nach. Die fehlende Brücke wurde mit dem Aufblühen der Industrie in Worms ein zunehmend größeres Problem, da zahlreiche Arbeiter aus dem Ried kamen und immer noch auf den Fährbetrieb angewiesen waren. 1852 stellte der Abgeordnete Johann Friedrich Eich in den Landständen erneut den Antrag auf den Bau einer Schiffsbrücke, was auch so beschlossen wurde. Schließlich war mit der Zentralkommission für die Rheinschifffahrt noch zu klären, wie bei einer Schiffsbrücke der querende Schiffsverkehr auf dem Fluss zu regeln war. So dauerte es bis zum 14. Juni 1855, dass die Schiffsbrücke endlich eingeweiht werden konnte, immerhin in Anwesenheit des Großherzogs Ludwig III. und der Großherzogin Mathilde.

### Betrieb

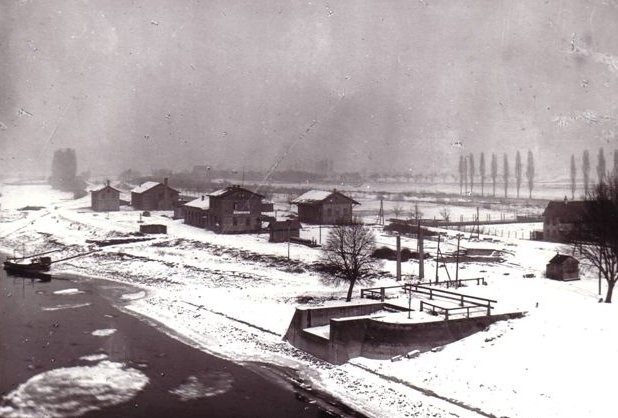
Im Winter 1899/1900 wurde die Schiffsbrücke wegen Eisgangs abgebaut. Für den Personenverkehr wurde die noch nicht eingeweihte Ernst-Ludwig-Brücke genutzt.

Im Betrieb war die Schiffsbrücke auf Dauer auch nicht befriedigend. Für den ebenfalls zunehmenden Schiffsverkehr musste sie immer geöffnet, nach Passieren der Schiffe wieder geschlossen werden, ein Vorgang der bis zu einer halben Stunde in Anspruch nahm. Bei Eisgang oder Hochwasser musste die Brücke in den Hafen gefahren werden und Worms hatte mit dem rechten Rheinufer dann tage- oder wochenlang keine Verbindung.
Als 1869 der Bahnhof Rosengarten am Worms gegenüberliegenden Rheinufer als damaliger Endpunkt der Riedbahn, einer zunächst von Darmstadt, später auch von Frankfurt am Main kommenden Bahnstrecke, eröffnet wurde, verschärften sich die Probleme, obwohl auch ein Trajekt eingerichtet wurde. Das diente dem Personenverkehr und dem Übersetzen von Güterwagen.

### Ende
Ab etwa 1880, also 25 Jahre nach Einweihung der Schiffsbrücke, wurde erneut intensiv über den Bau einer festen Straßenbrücke diskutiert. Ausschlaggebend hierfür waren die mit der Rheinregulierung einhergehenden Planungen, das Rheinhochwasser von 1882 und der steigende Arbeitskräftebedarf der Wormser Industrie. Die Mittel für die Brücke wurden 1894/95 nach intensiver Lobbyarbeit des Wormser Abgeordneten Cornelius Wilhelm von Heyl zu Herrnsheim (Reichstag und erste Kammer der Landstände) und des Unternehmers Nikolaus Andreas Reinhart freigegeben, der Baubeginn erfolgte im Mai 1897. Die neue, feste Straßenbrücke wurde am 26. März 1900 eingeweiht, die Schiffsbrücke hatte damit ausgedient und wurde abgebaut.